# 미니어처 불 테리어

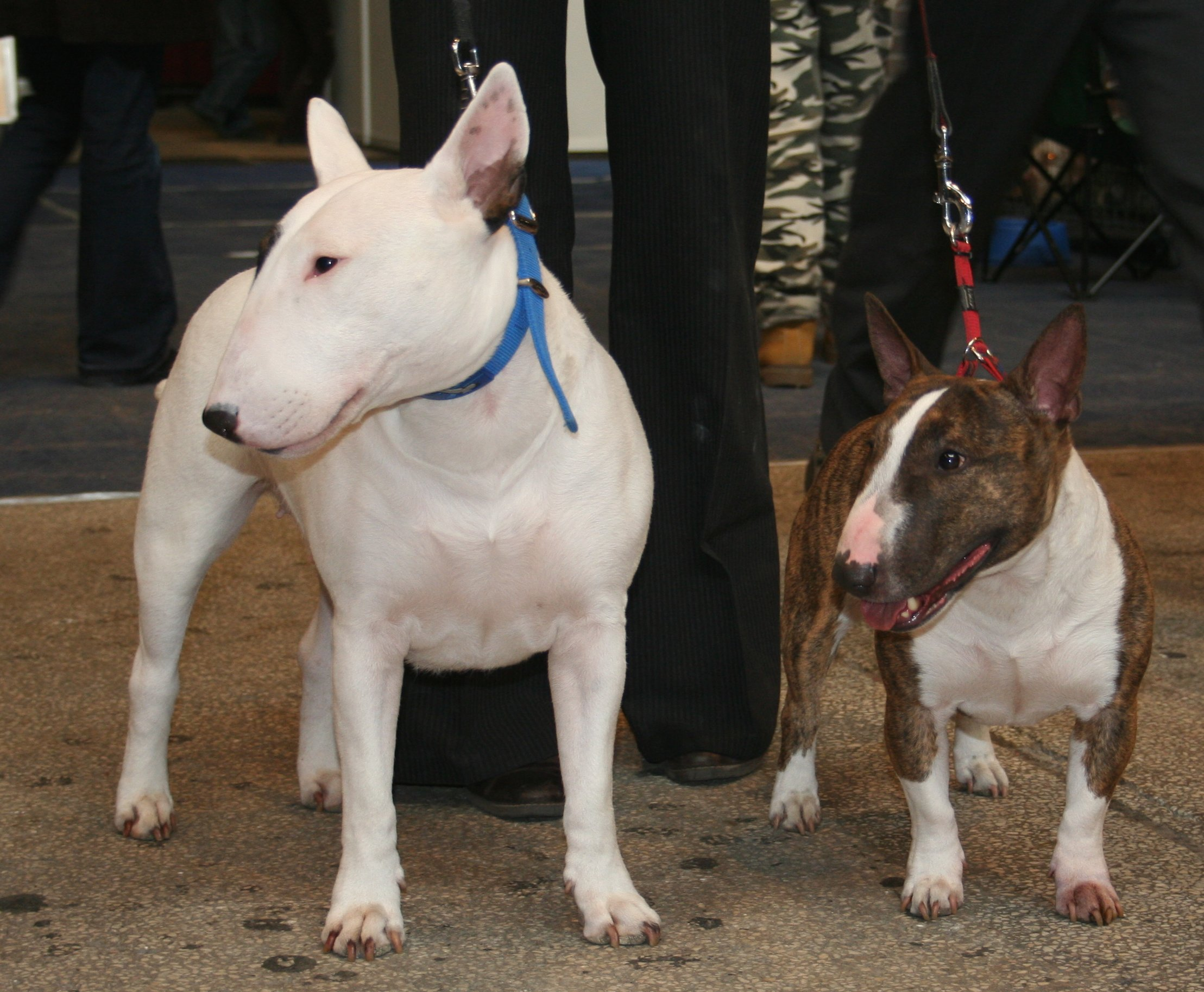
불 테리어(왼쪽), 미니어처 불 테리어(오른쪽)

미니어처 불 테리어(Miniature Bull Terrier)는 잉글리시 화이트 테리어, 달마티안, 불독의 기원이 되는 견종이다. 최초의 존재는 1872년 The Dogs of British Island(영국섬의 개들)에서 기록되었다.

## 개요
미니어처 불 테리어는 짧고, 섬세하고 윤기가 있는 가죽이 있으며 이는 마치 불 테리어의 것과 비슷한 편이다.

## 건강
미니어처 불 테리어는 수많은 건강 문제가 있는 경향(신체적으로나 정신적으로)이 있으며 이 견종을 기르는 사람은 이 문제들을 인식하여야 한다.

## 역사
불 테리어가 19세기 잉글랜드에서 처음 만들어졌을 때 그 크기는 미니어처 불 테리어와 거의 동일하였다. 미니어처 불 테리어는 1991년 5월 14일(1992년 1월 1일 발효) 아메리칸 케널 클럽에 신청되었다.

## 같이 보기
- 불 테리어